# Robert Guiheneuf
 (octobre 2018).
Pour les articles homonymes, voir Guiheneuf.
Robert Guiheneuf, né le 8 mars 1899 dans le 8e arrondissementde Paris et décédé le 7 novembre 1986´a Domart-en-Ponthieu est un écrivain français.

## Biographie
Robert François Guiheneuf est le fils de Maurice Guiheneuf et de Françoise Dubuisson. 
Ouvrier menuisier, ayant fait son Tour de France du compagnonnage, Robert Guiheneuf est alors proche des milieux anarcho-syndicalistes, avant d'adhérer au Parti communiste dès sa création. Il devient dessinateur industriel.
En 1921, il participe au congrès fondateur de Sennacieca Asocio Tutmonda, et travaille pendant deux ans comme messager clandestin pour le Komintern.
En 1923, il part vivre en Russie, où il travaille dans différentes entreprises jusqu’en 1933, devenant contremaître puis technicien attaché à la section chargée de l’aviation à la direction des industries de guerre, enseignant de français à l'Université communiste des travailleurs d'Orient (KUTV), inspecteur technique à la direction du trust d'exploitation des bois et des produits forestiers, directeur de scierie en URSS. Déçu par la réalité qu'il découvre, il entretient une correspondance avec des révolutionnaires anti-staliniens comme Pierre Monatte et Eugène Lanti. 
Rentré en France en 1933, avec son épouse Marie Nicolaevna Kessareva et leur fils, il écrit des articles (La Révolution prolétarienne, Le Combat marxiste...) et des ouvrages sous le pseudonyme M. Yvon. Il évolue politiquement vers le gaullisme.

## Publications

### En espéranto
- Ĉu socialismo konstruiĝas en Sovetio?, par E. Lanti et M. Ivon, ed. Biblioteko de Herezulo, 1935, préface de E. Lanti, 52 p.

### En français
- Ce qu’est devenue la Révolution russe, La Révolution prolétarienne - Librairie du travail, 1936, préface de Pierre Pascal. Réédition éditions Spartacus, 1947, préface de René Lefeuvre.
- L'URSS telle qu'elle est, Gallimard, 1938, préface d'André Gide.

### Sources
- Hervé Guiheneuf, « Voir plutôt que croire. L’expérience du travail d’Yvon en Union soviétique et les récits de ses désillusions », Le Mouvement social numéro 205, 2003.
- Hervé Guiheneuf, Dix ans en URSS, 1923-1933 : l'itinéraire d'Yvon, Nantes, Ouest éd, 2004, 173 p. (ISBN 978-2-908-26169-1).